# Artoriopsis expolita
Espèce
Synonymes
- Lycosa expolita L. Koch, 1877

Artoriopsis expolita est une espèce d'araignées aranéomorphes de la famille des Lycosidae.

## Distribution

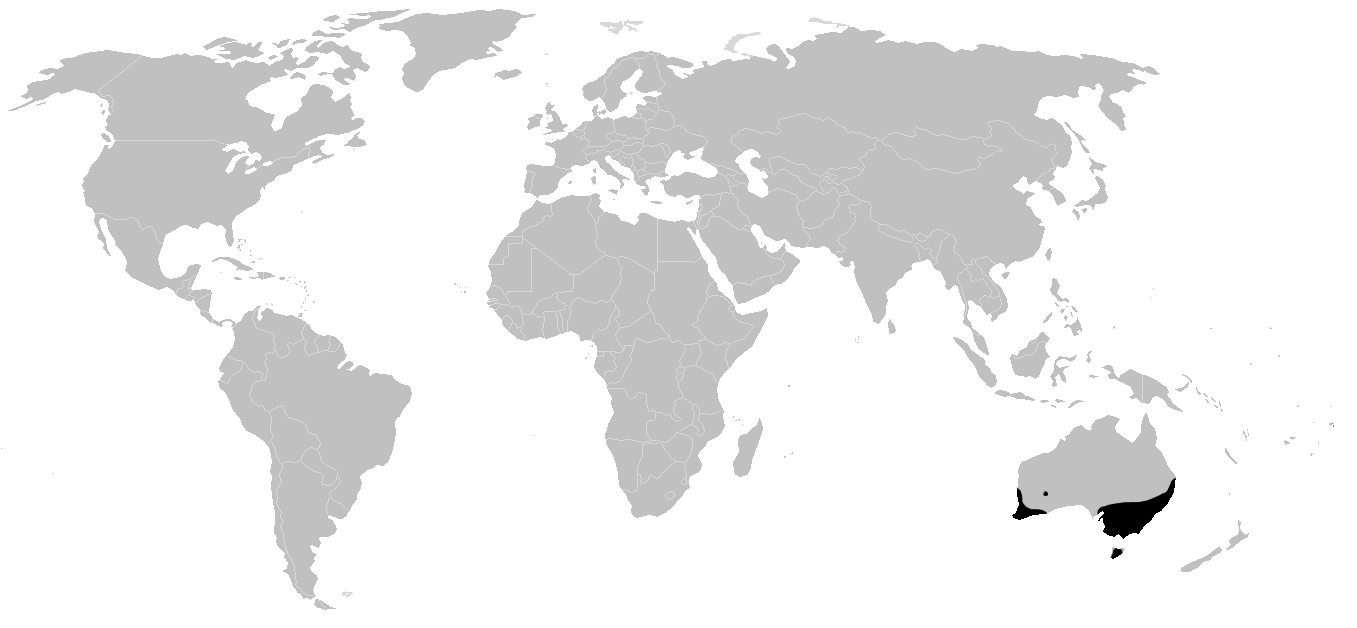
Distribution

Cette espèce se rencontre en Australie et en Nouvelle-Zélande.
En Australie, elle a été observée dans le Sud-Est du Queensland, en Nouvelle-Galles du Sud, dans le Territoire de la capitale australienne, au Victoria, dans le Sud-Est de l'Australie-Méridionale, dans le Sud-Ouest de l'Australie-Occidentale et en Tasmanie.
En Nouvelle-Zélande, un seul mâle a été observé dans le Shakespear Regional Park (en)

## Description
Les mâles mesurent de 4,50 à 10,50 mm et les femelles de 5,10 à 10,05 mm.

## Publication originale
- Koch, 1877 : Die Arachniden Australiens. Nürnberg, vol. 1, p. 889-968 (texte intégral).